# 域陀·沙巴
域陀·洛迪古斯·沙巴·科塔（葡萄牙語：Vítor Rodrigues Saba Kota，1990年7月11日—），生於巴西里約熱內盧，巴西足球運動員，司職進攻中場，持有巴西及意大利國籍，於2014年為西悉尼流浪者奪得亞冠盃冠軍及出戰世界冠軍球會盃，曾效力香港超級聯賽球會東方龍獅。

## 球員生涯
沙巴生於巴西里約熱內盧，在10歲時加入當地球會華斯高青年軍，在2007年轉會著名球會法林明高的青年軍，隨後他在2010年獲提升至一隊晉身職業球員，並在2010年9月25日對彭美拉斯的巴甲聯賽中，職業生涯首度亮相最終以1–3落敗，隨後法林明高在2011和2012球季外借沙巴到維多利亞及博維斯塔，隨著沙巴在外借期間表現不佳並返回法林明高，他於2012年8月14日轉會至意大利乙組聯賽球會布雷西亞，並在效力的兩年內在35場賽事中（33場聯賽、2場意大利盃賽事）共錄得13球。
在2014年6月20日澳職球會西悉尼流浪者宣布與沙巴簽約為期兩年，並於對廣州恆大的亞冠盃半準決賽，首度亮相即協助球會晉身決賽和博得對方球員郜林領紅牌被逐離場，結果他在決賽後備上陣協助西悉尼流浪者奪得亞冠盃冠軍，奪冠後他隨隊參與世界冠軍球會盃，更在排位賽以2–2中賽和施迪夫中取得入球，結果最終球會在互射十二碼階段以4–5落敗。
不過在冬季轉會窗期間，沙巴因與教練關係惡劣及紀律問題而被棄用兼離開，並在2015年2月轉會意大利乙組聯賽球會克羅托內。直到2017年1月的冬季轉會期加盟荷蘭乙組聯賽球會幸運薛達，結果他為球會上陣5場而4場為正選，但由於球會領隊桑迪·奥利塞赫無辦法保證沙巴新季有充裕的上陣時間，故他在3月決定選擇拒絕續約並啟動合約內的離隊條款。
直到7月4日幸運薛達宣佈他重返亞洲球壇，加盟港超聯球會東方龍獅。惟他於球季初受到小腿肌肉傷患困擾，直到9月15日對理文的第三輪聯賽傷愈復出，可惜結果東方以2–3落敗。經過斷斷續續的傷病後，他在2018年2月4日對香港飛馬的聯賽，於40分鐘遠射破網，並取得加盟後的首個入球，可惜最終他於50分鐘因頸傷而被換出。隨後他在3月9日對R&F富力的聯賽再攻入一球，但因該場比賽被被對方球員弄傷耳朵，未能於本季再為球會上場。

## 榮譽
球會
- 亞冠盃冠軍（2014）
- 卡里奧卡錦標賽亞軍（葡萄牙语：Campeonato Carioca de Futebol de 2010）（2010）
- 巴亞諾錦標賽亞軍（葡萄牙语：Campeonato Baiano de Futebol de 2011）（2011）

東方龍獅
- 香港高級組銀牌亞軍（2017–18季度）

## 外部連結
- Player profile @ Flamengo （葡萄牙文）
- Player profile （页面存档备份，存于） @ Flapédia （葡萄牙文）
- Transfermarkt （页面存档备份，存于）
- Soccerway資料庫 （页面存档备份，存于）
- 香港足球總會網頁球員註冊資料 （页面存档备份，存于）